# Louise Ørnstedt
 Louise Ørnstedt (født 23. marts 1985) er en dansk tidligere elitesvømmer fra den odenseanske klub FREM. Hun fik sit gennembrud som 12-årig, og hun nåede toppen med en sølvmedalje ved VM i 2003 i sin favoritdisciplin, rygcrawl. I denne disciplin satte hun en række danske og nordiske rekorder, lige som det blev til en lang række medaljer og andre topplaceringer ved nationale og internationale stævner.
I foråret 2006 holdt hun en pause for at genfinde gnisten, men det var ikke nok; hun måtte holde endnu en pause i efteråret samme år, hvor hun tog på rejse i Sydamerika. Hun genoptog træningen med et ophold i Australien som et led i forberedelserne til VM i svømning i Melbourne i marts 2007, men skulderproblemer betød, at hun efter VM havde vanskeligt ved at komme i gang igen. Det var ifølge Ørnstedt selv hovedårsagen til, at hun indstillede sin aktive karriere i august 2007 trods udsigten til en billet til OL i Beijing 2008.

## Udvalgte resultater

### Rekorder
Louise Ørnstedt er pr. 24. juli 2011 indehaver af den nordiske rekord på 100 m rygcrawl på Langbane: 1.00,48 minutter (26. marts 2005, Odense)

### Placeringer
Alle placeringer gælder rygcrawl.
- 2000
  - Finaledeltagelse i 100 m (nr. 8) ved OL i Sydney
  - Bronzemedalje i 100 m ved EM på langbane
  - Guldmedalje i 50 m, sølvmedalje i 100 m og sølvmedalje i 200 m ved junior EM
- 2003
  - Sølvmedalje i 100 m ved VM på langbane
  - Bronzemedalje i 50 m ved EM på kortbane
- 2004
  - Finaledeltagelse i 200 m (nr. 6) og 100 m (nr. 7) ved OL i Athen
  - Guldmedalje i 200 m, bronzemedalje i 100 m ved EM på kortbane